# Cepinula
Cepinula es un género de foraminífero bentónico de estatus incierto, tal vez un oolito, aunque considerado un sinónimo posterior de Miliola de la subfamilia Miliolinae, de la familia Miliolidae, de la superfamilia Milioloidea, del suborden Miliolina y del orden Miliolida. Su especie tipo era Cepinula oblonga. Su rango cronoestratigráfico abarcaba el Holoceno.

## Clasificación
Cepinula incluía a la siguiente especie:
- Cepinula oblonga